# 武林书画院
武林書畫院是浙江省杭州市的藝術研究院，因杭州古稱武林得名。前身為西湖孤山大震國學、杭州湖墅書畫社及杭州梅蘭書畫社。1995年創立，專注於中國繪畫、書法及當代藝術領域的研究與創作，旨在恢復並延承中國藝術精神。畫院現收藏有歷代金石書畫共千余件。

## 歷史
1980年代初，曾有藝術家與學者提議在杭州西湖畔組建畫院，以研究和傳承中國書畫藝術與國學傳統，接續八百年前南宋御前畫院之文脈以及歷史上南宋院體畫、明代武林畫派的盛況。當時杭州市僅有杭州書畫社、杭州湖墅書畫社兩家官營畫社，並無獨立之畫院。1989年4月，武林書畫院創辦人張松英籌募資金，赴杭州承包運營杭州湖墅書畫社，為畫院之建立奠定基礎。1995年，在杭州湖墅書畫社的資助下，大震國學在西湖孤山文瀾閣成立，作為畫院的前身，映照南唐朝廷在李渤隱居處設立廬山國學，後興盛為白鹿洞書院之佳事。1997年，大震國學及大震畫廊與拱墅區政府合作，並入杭州湖墅書畫社。同年，杭州湖墅書畫社機構重組，設立杭州梅蘭書畫社。2002年5月13日，原西湖孤山大震國學、杭州湖墅書畫社及杭州梅蘭書畫社正式合並，以杭州古稱武林為名，重組為武林書畫院。2006年5月，武林書畫院湧金門院址正式對外開放。2013年12月武林書畫院與浙江省體育局協力成立浙江省體育局書畫社。2016年，武林書畫院落成G20杭州峰會藝術項目。

## 藏品
武林書畫院的藏品以古代中國繪畫、書法、金石碑帖為主，間有版畫、雕塑之收藏。畫院亦保存有成員之書信、剪報與手稿。畫院藏品向研究者預約開放。

## 學術研究
武林書畫院延承大震國學之學術傳統，圍繞畫院的藝術收藏，按研究方向分設金石書畫、國學雅樂與營造設計三組門類及下屬研究單位，定期舉辦學術講座、藝術展覽及研修課程，通過對中國藝術的研究與創作實踐，以恢復並弘揚中華傳統文化。

## 外部連結
- 武林書畫院 （页面存档备份，存于）（中文）（英文）
- 武林书画院的Instagram帳戶